# ジャネの法則
ジャネの法則（ジャネのほうそく）は、19世紀のフランスの哲学者・ポール・ジャネが発案し、甥の心理学者・ピエール・ジャネの著書『記憶の進化と時間観念』において紹介された法則。主観的に記憶される年月の長さは年少者にはより長く、年長者にはより短く評価されるという現象を心理学的に説明した。ジャネーの法則とも表記する。

## 概要
簡単に言えば、生涯のある時期における時間の心理的長さは年齢に反比例すると主張したものである。例えば、60歳の人間にとって1年の長さは人生の60分の1であるが、6歳の人間にとっては6分の1であり、主観的に感じる年月の長さは歳をとるほど短くなる（時間が早く過ぎると感じる）。
なお、ピエールは『記憶の進化と時間観念』の中でポールの説を時間観念に関する諸説のひとつとして批判的に紹介している。また、アメリカの心理学者・ウィリアム・ジェームズはこの法則を批判的に取り上げており、日本の心理学者・一川誠も年齢は感じられる時間の長さを決定する唯一の要因ではなく、加齢と感じる長さの変化は反比例よりもゆるやかであると述べ、問題点を指摘している。